# Hepatitis Bathtub
Hepatitis Bathtub è un EP del gruppo punk rock statunitense NOFX, pubblicato il 23 dicembre 2016.

## Tracce
Lato A
1. Too Mixed Up
2. Nothing But a Nightmare

Lato B
1. Young Drunk and Stupid
2. No Problems/Death of a Friend

## Formazione
- Fat Mike - basso e voce
- Eric Melvin - chitarra elettrica e voce
- Erik Sandin - batteria
- Dave Casillas - chitarra elettrica